# سيكوم
شركة سيكوم المحدودة ( باليابانية : セコム株式会社، Secom kabushikigaisha ) هي شركة خدمات أمنية يابانية   يقع مقرها الرئيسي في طوكيو ، اليابان. لديها عمليات في كلاً من اليابان والمملكة المتحدة وأستراليا ونيوزيلندا وكوريا الجنوبية وتايوان والصين وتايلاند وفيتنام وماليزيا وسنغافورة وإندونيسيا وميانمار .